# فيفان كاستهيي
ڤيڤيان كاستهيي (دبرتسن، المجر في 7 ديسمبر 2000] هي متسابقة سيارات وبطلة سباق السيارات لثلاث مرات، وعضوة في أكاديمية أودى لرياضة التسابق (Audi sport racing Academey). وهي أصغر متسابقة سناً على الإطلاق في تاريخ سباقات GT4 , والتي استطاعت أن تنهى الموسم بالوقوف على منصة التتويج. بدأت مسيرتها المهنية بالمشاركة في سلسله سباق كأس سويفت أوروبا (Swift cup Europe) لسنة 2014, ونتيجة نجاحها موسمين متتاليين 0أصبحت عضوة في أكاديمية أودى لرياضة سباق السيارات وذلك من خريف عام 2015 لتكون السيدة الوحيدة وأصغر الاعضاء سناً بالاكاديمية، ولتصبح أول متسابقة في تاريخ رياضة السيارات بالمجر يتم التعاقد معها من قِبل مُصنعي السيارات لتصبح أول قائدة سيارات سباق لمصنع في تاريخ هذه الرياضة بالمجر.
0فازت بأول لقب في حياتها وهي خلف عجلة قيادة السيارة أودى تى تى (Audi TT) وذلك في عام 2016 في بطولة وسط أوروبا، وهي في سن الخامسة عشرة لتكون أول بطلة مجرية في فئتى سباق المسافات القصيرة
sprint short distance وسباق المسافات الطويلة endurance long distance.
0 وفي عام 2017 إحتلت ڤيڤيان المركز الثانى في الجدول المُركب المُطْلَق في سلسلة سباق كأس أودى تى تى Audi TT cup وانهت الموسم وهي على منصة التتويج، مما جعلها أصغر متسابقة سناً على الإطلاق في تاريخ بطولة GT4 الدولية.
0 بالإضافة لفوزها بكأس أودى R8 للناشئين Rookie عام 2018.
0كذلك حازت البطلة على الميدالية الفضية في ترتيب الجدول المطلق - كأصغر متسابقة.
على الإطلاق في تاريخ بطولة GT4 الدولية (للسيارات السياحيه الكبيرة).
0وفى عام 2019 شاركت في سباق بطولة آسيا الشتوية F3 والمعتمدة بواسطة FIA, وكذلك شاركت في سلسة سباقات W المستحدثة.
0 ونتيجة نجاحها خلال السنة ونظراً مجموع النقاط التي حصلت عليها في أول موسم لها بسباقات فورمولا 3 أصبحت المتسابقة الأكثر نجاحا في تاريخ رياضة السيارات المجرية.

## مسيرتها المهنية

### البدايات
0منذ كانت في الرابعة من عمرها شغفت ڤيڤيان بالسيارات ووفقاً لاعترافها الخاص فقد كانت بالفعل تفضل اللعب بالسيارات الجيب الكهربائية بدلا من العرائس.
0وفى سن الثانية عشرة زارت حلبة سباق ريد بول Red bull حيث شاهدت ولأول مرة سباق حى للسيارت. حينها إتخذت قراراً نهائياً بالعمل بمهنة سباق السيارات، وعلى الرغم من صغر سنها إلا إنها وبفضل موهبتها الاستثنائية وإستعدادها وقدرتها على التحمل قد إستطاعت التغلب علي العقبات التي واجهتها حتي في ساحة سباق الكبار0

### 2014 - تصريح خاص
0 ونظراً لصغر سنها لم يكن بامكان كاستهيي المشاركة في سلسلة سباقات كأس سويفت أوروبا الدولية (Swift cup Europe) إلا بتصريح خاص وهو ما كان لها.
0 إحتلت المركز الثالث في فئة الناشيئن وحصلت على المركز السادس في فئة الكبار المُطْلَقة.
0 وعند رؤيه نتائجها المبهرة دعاها مُروجو كأس سوزوكى النمسا (Suzuki Cup Austria) للمشاركة بالسباق لتكون المتسابقة المجرية الوحيدة في سلسلة السباقات النمساوية.
حيث أثبتت مرة أخرى موهبة لا جدال فيها بحصدها المركز الرابع في ساحة سباق الرجال.

### 2015 - إحراز التقدم
0 في موسمها الثاني وفي بطولة كأس سويفت أوروبا (Swift cup Europe) إستطاعت حصد المركز الثالث المطلق والثاني في فئة الناشيئن والمركز الأول في فئة السيدات.

### 2016 - بطلة المجر مرتين في سباق السيارات السياحية (Touring car).
0وقد أثارت كاستهيي بامكانياتها اهتمام أكاديمية أودى سبورت (Audi sport racing Academy), وبعد إختبارات ناجحة في ألمانيا كانت هي السيدة الوحيدة من بين ثلاثة وقع عليهم إختيارمن قِبل رعاية الموهوبين لتكون واحدة من الاكاديميين الذين يتم رعايتهم بواسطة مصنع أودى سبورت (Audi sport factory), وتللك كانت خطوة كبيرة للامام ـ ومن سن 15 ـ تابعت مسيرتها المهنيه كأول متسابقة سيارات في تاريخ رياضة السيارات بالمجر يتم رعايتها عن طريق مصنع.
0ونظرا لنجاحها المبكر فقد تم تغيير الفئة وكذلك تم استبدال سيارتها لتقود السيارة أودي تى تى Audi TT بقوة 350 حصان في بطولة منطقة أوروبا الوسطى للسيارات السياحية (Central European zone Touring car championship).
ولم يكن عليها الإنتظار طويلا لتحقق نجاح آخر ففي نهاية موسمها ألاول حازت على المركز الأول في فئة (المسافات القصيرة Sprint short distances)، وكذلك المركز الأول في فئة (المسافات الطويلة endurance long distances). وهكذا كان لها أن تقول أنها بطلة مجرية لمرتين. وبنهاية الأسبوع الأخير من الموسم كانت قد صعدت منصة التتويج للمرة الستون من اصل 60 سباق قد شاركت فيهم، منهم 25 مرة كانت هي صاحبة المركز الأول.

### 2017- أصغر متسابق مجري يسجل نقاط في سلسلة سباقات دولية.
0 في عام 2017 واصلت كاستهيي مسيرتها المهنية، فشاركت في سلسلة سباقات كأس أودى تى تى (Audi TT cup) حيث إختبرت لأول مرة القتال المتلاحم والذي كان سببه المواقف الشرسه بين السيارات المتسابقة.
وخلال هذا الموسم ولأسباب خارجه عن إرادتها (حوادث وعقوبات بسبب أخطاء في التواصل) لم تكمل سوي 7 سباقات من أصل 14 سباق كانت قد شاركت فيهم. ومع ذلك أستطاعت جمع 65 نقطة وأنهت البطولة وهي في المركز13 مما جعلها أصغر متسابقة في تاريخ رياضة سباق السيارات المجرية تحصل على نقاط على مستوى السباقات الدولية.

### 2018- أصغر من تُوج على منصة GT4 على الإطلاق.
0 في موسم 2018 بالمشاركة في كأس أودى سبورت GT4 سايفارث (Audi sport GT4 seyffarth R8 cup)0 وكان موسم ذو طابع خاص لها لانها ولأول مرة تتسابق بسيارة سباق ذات دفع خلفي والذي مثل تقدم في المستوي وذلك بقيادة سيارة ذات محرك V10 سعة 5200cc بقوة 500 حصان وهي سيارة أقوى من سيارتها السابقة.
وفي أخر جولة في الأسبوع الأخير من موسم السباق وبتخطيها بقية المتسابقين إستطاعت إحراز لقب البطولة في فئة الناشئين (Rookie), وكذلك حصلت على الميدالية الفضية في الفئة المُطلقة. بهذا أصبحت أصغر متسابقة (سيدة) على الأطلاق تصعد منصة التتويج في فئة GT4 الدولية للسيارات الكبيرة مُنهيه الموسم وهي على منصة التتويج.

### 2019- بطولة آسيا للفورمولا 3
0 في الثانى من يناير أصبحت مشاركة كاستهيي رسمياً كمتسابقة (BlackArts) في سلسلة بطولة آسيا الشتوية F3 المُعتمده من الاتحاد الدولى للسيارات (FIA International Automobile Federation)0 وبمشاركتها في البطولة الآسيوية أصبحت أول وأصغر متسابقة (سيدة) في تاريخ رياضة السيارات المجرية إستطاعت الوصول في خلال موسم واحد إلى فئة فورمولا 3 الدولية.
0 واستطاعت في أول سلسلة مسابقات فورمولا 3 في حياتها أن تحصل على نقاط في خمس سباقات من اصل تسع سباقات كانت قد شاركت فيهم لتسجل ثلاثة عشرة نقطة لتحوز المركز الثالث عشر في المسابقة. وبهذا أصبحت المتسابقة الاصغر والأكثر نجاحا في فئة فورمولا 3 في تاريخ المجرعلى الإطلاق.

### سلسلة سباقات W
0 من بين مائة متسابقة تم إختيار ثمانية عشر للمشاركة في سلسلة سباقات W المخصصة للسيدات0 وبعد جولتين فقط إحتلت كاستهيي المركز الثامن والعشرين. وأقيمت الجولة الأخيرة في نهاية شهر مارس عام 2019.
0وبعد الإنتقاء أعلنت سلسلة مسابقات W عن قائمة من يستحقون المشاركة في خانات البداية، وتم إختيار المتسابقة المجرية ذات الثماني عشر عام لتكمل مسيرتها المهنية رسميا كاسائق تحت الاختبار ومتعاقدة ومتسابقة احتياط لسلسلة W في موسم 2019 لتكون أصغر الأعضاء سناً في هذا المجال.
0 بسبب إصابة المتسابقة (Emma Kimilainen) سنحت لها الفرصة بالمشاركة في سباق زولدر (zolder) ولكن في الدورة الثانية حدث تصادم لسيارتها وخرجت من السباق.
0 وفي السباق الثانى في ميسانو بايطاليا إستطاعت كاستهيي إحراز المركز العاشر والحصول على أول نقاطها. وفي السباق الأخير للعام كانت قادره على البدء مرة أخرى في مضمار سباق براندز هاتش بانجلترا ((Brands Hatch) وتقدمت من المركز السابع عشر لتنهى السباق وهي في المركز الرابع عشر. وبذلك إحتلت المركز السابع عشر في سباق النقاط الاجمالى لسلسلة W.
0 في عام 2019 وبفضل إنجازاتها في أول موسم لها بالفورمولا 3 من حيث النقاط المُجمعه أصبحت متسابقة السيارات الأكثر نجاحا في تاريخ رياضة السيارات في المجر.
0 وفي أغسطس 2020 عقدت (Carlin Motorsport) إتفاقية تعاون مدتها ثلاث سنوات مع قائده السيارات المجرية.

## خارج ميدان السباق
0منذ بداية حياتها المهنية وضعت ڤيڤيان العمل التطوعى والجمعيات الخيرية نُصب أعينها، وبمرور السنين زاد بشكل مطرد دورها الاجتماعي لذلك أصبحت بطلة اليونيسيف وكذلك السفير الرياضي لمؤسسة (Mosoly alapítvány) الخيرية وكذلك هي عضوه نشطة في الحركة العالمية المسماة (Dare to be different) والتي أسستها سوزى وولف (Susie Wolff) زوجة قائد فريق مرسيدس للفورمولا 1 توتو وولف (Toto Wolff) وهدف هذه الحركة هو استخدام كل البرامج والوسائل الممكنة لمساعده الفتيات اللاتى يتخيلن مستقبلهن في رياضة السيارات، كقائدات سيارات أو مهندسات أو رئيسات فريق.
هذا بالإضافة لنشاطها في مجال رعاية الحيوان والذي يمثل أمرا رئيسيا في حياتها. فقد تبنت من الصندوق العالمي للطبيعة WWF نمراً أبيض وكذلك باندا كنوع من لفت للانتباه تجاه الانواع المهدده بالأنقراض.
0 في ديسمبر 2017 بدأت كاستهيي في استخراج التراخيص المطلوبة لقيادة طائرة هليكوبتر مما يجعلها أصغر طيار هليكوبتر في تاريخ المجر.
0 أكتوبر 2018 وفي مؤتمر إعلامى خاص أعلنت منظمة اليونيسيف بالمجر عن إختيار ڤيڤيان كاستهيي كبطله لليونيسيف تريد لفت الانتباه لأهمية الحد من إنتشار وفيات الأطفال الرضع والعمل على دعم صحة ومناعة ألاطفال.
0 كذلك كثيراً ما تتردد على سلاسل سباقات آخري مثل (Blancpain GT series) أو (ADAC GT) وكذلك هي تظهر بانتظام في الاحداث التي تنظمها أو ترعاها شركة أودى بالمجر Audi Hungary.
0و بالرغم من أن الجزء الأكثر أهمية في حياتها مرتبط بالتدريب والسباقات إلا إنها تعطى وقت للعزف على البيانو وركوب الخيل فيما تبقي لها من وقت فراغ.

## كتبوا عنها
0طبقا ل (Burkus Egon) المروج المسؤول لكأس سويفت أوروبا (Swift cup Europe) فإن ڤيڤيان والتي سنها بالكاد ثلاثة عشر سنة لكنها بالفعل فتاة ناضجة وقائدة سيارات موهوبة.
0تستسلم الفتاة لشغفها والذى قد يكون له نتائج، ڤيڤيان محترفة جدا ولا يوقفها عن رياضة سباق السيارات حتى التعرض لحادث خطير أثناء السباق 0
0«التي تتجاوزحدود الرجال أيضا»
0" اكتسبت هيبه مرموقة بين قائدى السيارات الذكور ولكن المراهقة الطموحة غير راضية بهذا القدر وهدفها ان تكون ألاسرع بالعالم.
0«ڤيڤيان كاستهيي ذات الخمسة عشر عاما هي أحد أفضل متسابقي السيارات المجريين»
0«فتاة رائعة»
0 قال عنها سيب هايدر (Sepp Haider) رئيس برنامج رعاية الموهوبين بشركة أودى Audi " فاجأتنى ڤيڤيان أكثر من غيرها رغم كونها لم تتعدى 16 عاما إلا إنها ذكية بشكل مذهل وهادئة بشكل لايصدق، إنها تتحكم بشكل مثالى في السيارة Audi TT 0

## الجوائز وشهادات التقدير
2019- حصلت على لقب متسابقة العام (Female Racer of the year).